# Джозеф Відер
Джо́зеф Едвін «Джо» Ві́дер (англ. Joseph (Joe) Weider, МФА: [ˈwiːdər]; прізвище також передається як Вейдер, Уайдер, Уейдер) — видатний канадо-американський тренер, засновник Міжнародної Федерації Бодібілдерів (англ. International Federaion of BodyBuilders, IFBB) та конкурсу «Містер Олімпія».

## Біографія

### Ранні роки
Джо Відер народився 29 листопада 1919 року в єврейській родині з Польщі. Тренуватися Джо почав досить рано. Свою першу штангу сконструював з автомобільних коліс і паровозної осі.
У віці сімнадцяти років Джо видав перший номер журналу «Your Physique», в якому розповів про методи своїх тренувань і правильному нарощуванні м'язової маси. Згодом журнал був перейменований в «Muscle Builder», а потім — в «Muscle & Fitness».

### Тренерська кар'єра
У післявоєнні роки Джо разом зі своїм братом Беном Відером (Ben Weider) активно займався пропагандою бодибілдингу.
Брати Уайдери заснували Міжнародну Федерацію Бодібілдерів в 1946 році в Монреалі. У 1965 році Джо Уайдер організував конкурс «Містер Олімпія». Змагання були створені з метою допомогти переможцям конкурсу «Містер Всесвіт» (англ. «Mr. Universe») продовжити тренування і заробляти гроші. Згодом Джо тренував таких відомих культуристів, як: Арнольд Шварценеггер, Франко Коломбо, Френк Зейн, Луї Ферріньо, Ларрі Скотт і Лі Хейні.
Після того, як культуризм знайшов популярність серед жінок, Джо організував конкурс «Міс Олімпія» (англ. «Ms. Olympia»). Перші змагання були проведені в 1980 році.
Джо також заснував видавництво «Weider Publications» в 1981 році, яке випускало такі фітнес-журнали, як: «Shape», «Flex», «Muscle Power», «Mr America», «Men's Fitness», «Living Fit», "Prime Health and Fitness ", " Fit Pregnancy ", " Cooks «і» Senior Golfer ". В 2004 «Weider Publications» було продано компанії «American Media».
Крім того, Джо Відер написав серію книг про свої методики під назвою «Джо Відер: система бодибілдингу» (англ. «The Weider System of Bodybuilding»).

### Смерть
23 березня 2013 в Лос-Анджелесі, штат Каліфорнія у віці 93 роки Уайдер помер від серцевої недостатності. У нього залишилася дружина Бетті. 